# Maxine McClean
Maxine McClean est la ministre des Affaires étrangères de Barbade entre le 24 novembre 2008 et 2018.